# Харпер-Орр, Джеймс
Джеймс Харпер-Орр (англ. James Harper-Orr; 18 октября 1878, Глазго, Ланаркшир — 19 марта 1956, Полмонт) — шотландский хоккеист на траве, нападающий; крикетист. Бронзовый призёр летних Олимпийских игр 1908 года.

## Биография
Джеймс Харпер-Орр родился 18 октября 1878 года в британском городе Глазго.
Играл в хоккей на траве за «Эдинбург».
В 1908 году вошёл в состав сборной Шотландии по хоккею на траве на летних Олимпийских играх в Лондоне и завоевал бронзовую медаль, которая пошла в зачёт Великобритании. Играл на позиции нападающего, провёл 2 матча, мячей не забивал.
Более известен как крикетист. В 1912—1913 годах провёл 3 матча за сборную Шотландии по крикету.
Умер 11 августа 1938 года в британской деревне Олд-Полмонт.